# Nijni Lomov
Nijni Lomov - Нижний Ломов (rus) - és una ciutat de l'óblast de Penza, a Rússia. Es troba a la vora del riu Lomov, a 95 km al nord-oest de Penza.
Els orígens de Nijni Lomov es remunten a la creació d'un post avançat el 1636 que més endavant es transformà en una slobodà anomenada Lomóvskaia, després el possad Lomovski i després el poble de Nijni Lomov. Finalment rebé l'estatus de ciutat el 1780.

## Fills il·lustres
- Ivan Privalov (1891-1941), matemàtic